# Ken Smith (cestista)
Kenneth Wayne Smith, detto Ken (Dallas, 12 luglio 1953), è un ex cestista statunitense, professionista nella ABA.

## Carriera
Venne selezionato dagli Houston Rockets al quarto giro del Draft NBA 1975 (65ª scelta assoluta).